# Biela skala (Skalky)

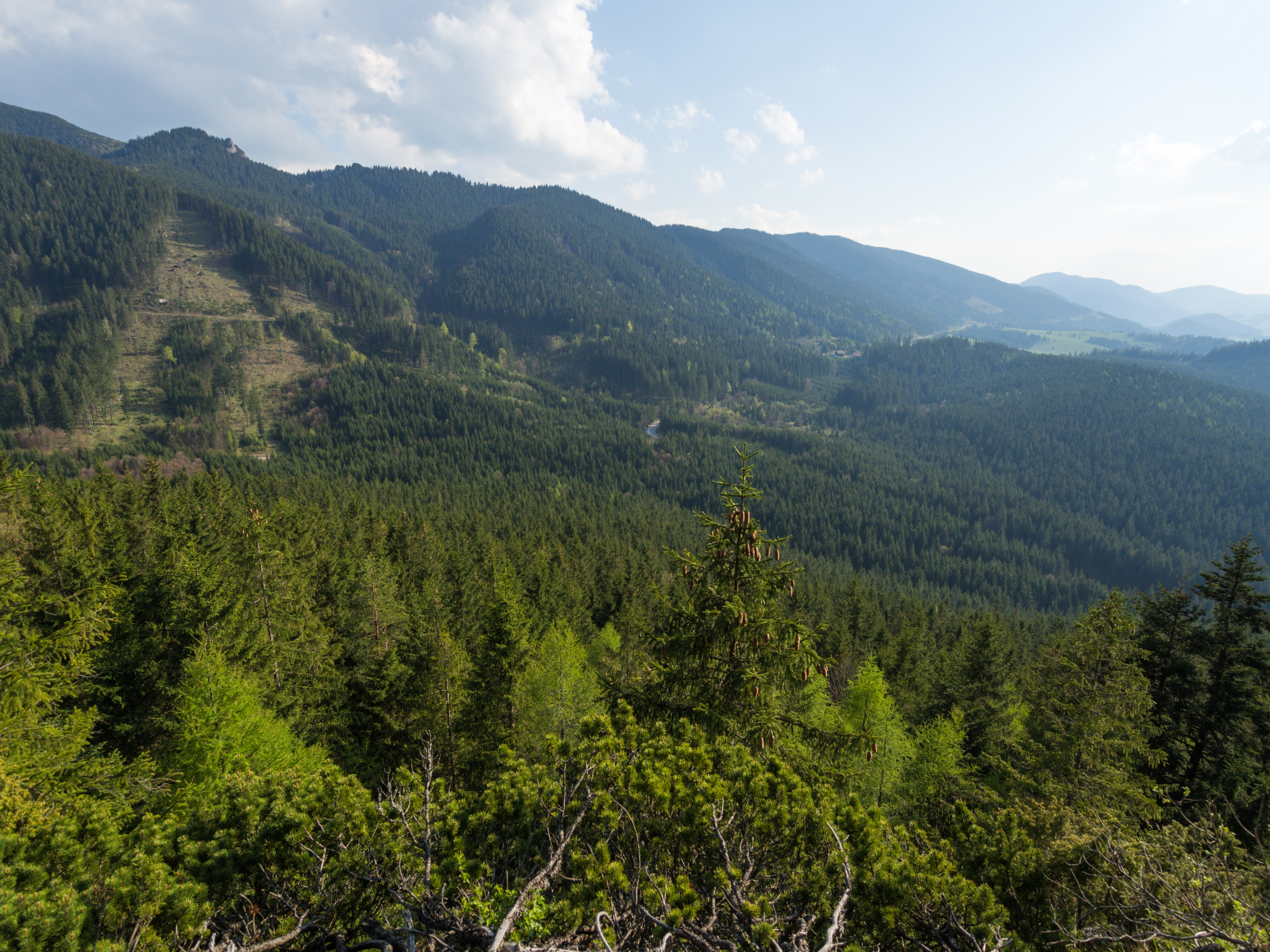
Biela skala

Biela skala (771 m n.p.m.) – szczyt w Sulowskich Wierchach na Słowacji, a dokładniej w ich wschodniej części zwanej Skalky.
Biela skala znajduje się w południowym grzbiecie masywu Skałek, po zachodniej stronie szczytu Skalky. Wznosi się nad miejscowościami Rajecké Teplice i Lietavská Svinná – Babkov. W południowo-wschodnim kierunku tworzy silnie skalisty grzbiet opadający do Rajčanki, niżej rozgałęziający się na dwa ramiona tworzące zbocza Dolinki Bohúňovej. Północny stok opada do Svinianki. Biela skala jest całkowicie porośnięta lasem. Przez jej szczyt prowadzi szlak turystyczny.
  Rajecké Teplice – Nad vodojemom – Tlstá hora – Grúň – Skalky – Skalky, prameň – Skalky, hrebeň – Dolná hora – Chaty pod Slnečnými skalami – Lietavská Lúčka, ACHP. Odległość 9,5 km, suma podejść 540 m, suma zejść 590 n, czas przejścia 3:05 godz.